# Schirnbach
Der Schirnbach ist ein linker und südöstlicher Zufluss des Sambachs zwischen Steigerwald und Maindreieck in Unterfranken.

## Geografie

### Schirnbachquelle

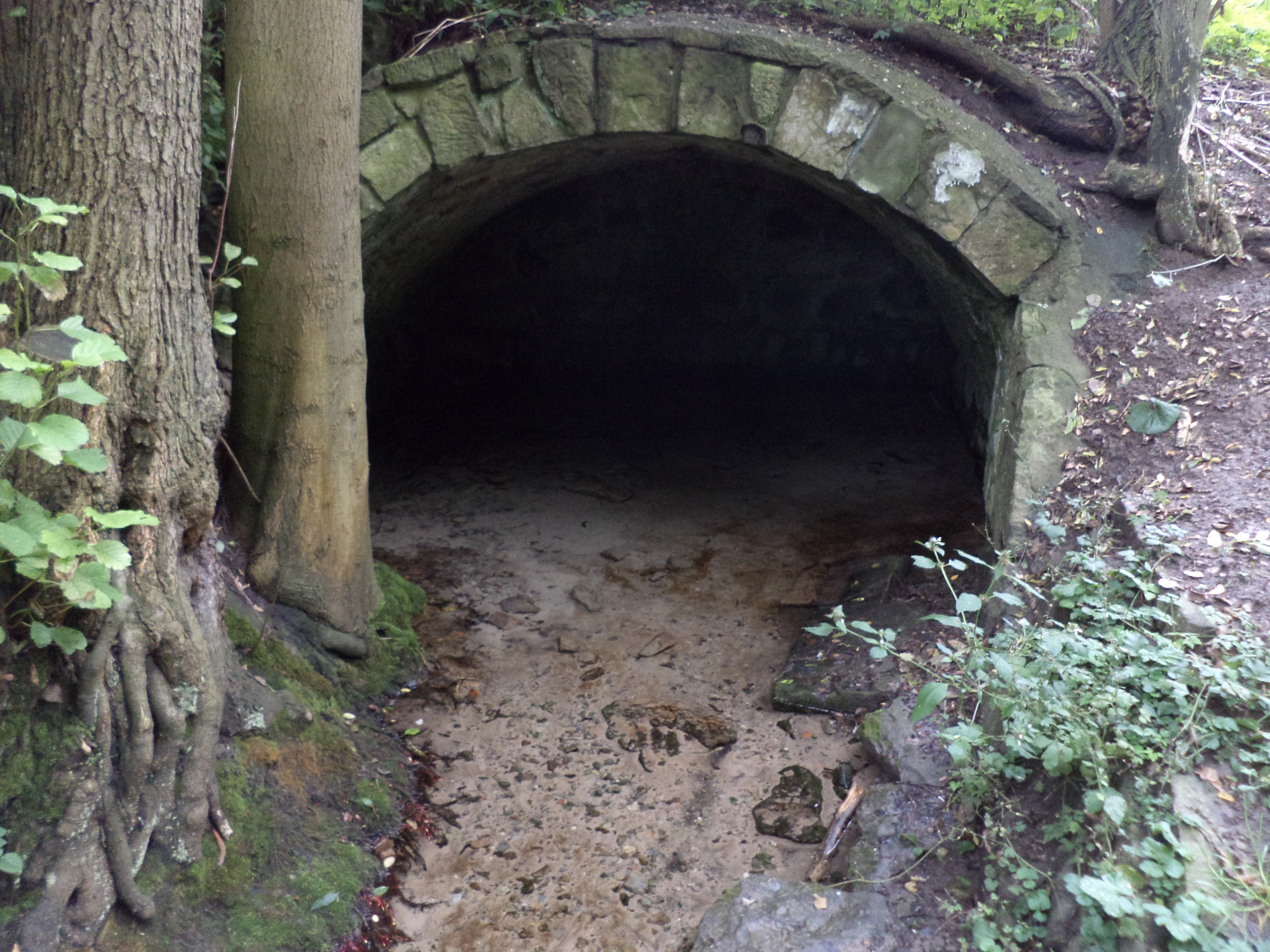
Schirnbachquelle

Die als Naturdenkmal ausgewiesene Schirnbachquelle liegt auf einer Höhe von etwa 266 m ü. NHN südöstlich von Rüdenhausen. Das Wasser der in Natursteinen gefassten Quelle entspringt den Felsen des Steigerwaldvorlandes und tritt aus dem sandbedeckten Boden der Quellfassung hervor.
In der Nähe der Schirnbachquelle wird zurzeit die Rüdenhausener Umgehungsstraße gebaut.

### Verlauf
Der bald recht beständig nordwestwärts laufende Schirnbach wird auf seinen ersten hundert Metern nach der Quelle erst links, dann rechts von zwei nur periodisch fließenden Bächen verstärkt; der längere rechte entlang der St 2421 wird Goldbach genannt und entspringt gewöhnlich einen halben Kilometer südöstlich des Rüdenhausener Ortsrandes einer Quelle an einem kleinen Wäldchen, kann aber zuweilen sogar am Ortsrand von Greuth entstehen.
In Rüdenhausen fließt der Schirnbach anfangs am Ostrand des Schlossparks entlang, wo er früher den Wassergraben des Schlosses Rüdenhausen speiste. Nach dem Marktort nimmt er an der querenden A 3 zwischen Loh- und Kratzermühle einen kürzeren Quellast gleichen Namens von links auf. Abwärts der Kratzermühle mündet von rechts der Schoßbach, der mitsamt seinem Oberlauf Kantersbach sogar länger als der Schirnbachstrang bis dorthin ist; wenig nach dieser Mühle ebenfalls aus dem Ostsüdosten der gleichfalls recht lange Heimbach oder auch Heubach. Sodann durchquert der Bach einen Waldriegel und in der folgenden Flur das Dorf Feuerbach.
Unterhalb von diesem mündet er schließlich auf einer Höhe von ungefähr 216 m ü. NHN  an der Unteren Papiermühle von links in den Sambach.
Sein ab seiner Quelle etwa 5,8 km langer Lauf endet 50 Höhenmeter unterhalb seiner Quelle, er hat somit ein mittleres Sohlgefälle von etwa 8,6 ‰.

### Zuflüsse
- Goldbach, von rechts und Südosten auf etwa 264 m ü. NHN kurz nach der Quelle, ca. 1,6 km und ca. 1,7 km²
- Schoßbach, von rechts und Ostsüdosten auf etwa 238 m ü. NHN zwischen Kratzer- und Bodenmühle, ca. 7,0 km mit seinem rechten Hauptstrang-Oberlauf Kanterbach und ca. 7,8 km²
- Heimbach oder auch Heubach, von rechts und Osten auf etwa 235 m ü. NHN an der Bodenmühle, ca. 6,1 km und ca. 4,1 km²

### Flusssystem Schwarzach
- Fließgewässer im Flusssystem Schwarzach